# Стиляги (фильм, 1987)
«Стиляги» (иногда — «Чуваки», англ. Dudes) — фильм Пенелопы Сфирис. Снят в США в 1987 году в смешении жанров роуд-муви и вестерна с чередованием комедийных и драматических эпизодов. Первый игровой художественный фильм, посвящённый субкультуре панк-рока, последовавший за документальными лентами П. Сфирис «Пригород» (англ. Suburbia, 1984 год) и «Упадок Западной Цивилизации» (англ. The Decline of Western Civilization, 1981 год). В создании некоторых образов в фильме приняли участие рок-музыканты: Фли (Red Hot Chili Peppers) и Ли Винг (Fear, MD.45), знаковые фигуры в панк-культуре конца 1980-х.
Первый полнометражный фильм сценариста Рэнделла Янсона, ставшим позже известным по таким работам, как «Дорз» (англ. The Doors, 1991 год), «Маска Зорро» (англ. The Mask of Zorro, 1998 год).

## Сюжет
Три хара́ктерных персонажа: Грант, Бисквит и Майло, исповедующих панк, в поисках лучшей жизни отправляются на подержанном «Жуке» из Нью-Йорка в Лос-Анджелес. В дороге банда «плохих парней», в которой заправляет некто Миссула, нападает на них и убивает Майло. Грант и Бисквит решают отомстить за убийство своего друга. К ним присоединяется молодая женщина Джесси, которая вносит в преследование путаницу.

## В ролях
- Джон Крайер — Грант
- Дэниел Робук — Бисквит
- Кэтрин Мэри Стюарт — Джесси
- Фли — Майло
- Ли Винг — Миссула

## Критика
- Штатные обозреватели Variety: «Как можно воспринимать серьёзно фильм, сведшим воедино в штате Юта панков из Куинса, ковбоев, индейцев и безумных маньяков-убийц? Ответ, безусловно, никак. <…>Юмор, который используется по расчёту, превращается в фарс. Безнадёжно подростковые диалоги, очень громкая музыка и сюжет, полностью зависящий от случайного стечения обстоятельств».[2]
- «„Dudes“ имеет более коммерческую направленность, чем некоторые из ранних фильмов мисс Сфирис, <…> и состоит из ряда немотивированных, недостаточно убедительных событий. Ещё одна проблема — косноязычные диалоги.»[3]